# Univers
Univers is een schreefloos lettertype ontworpen door Adrian Frutiger in 1956. Zowel Univers als Helvetica, waar het soms mee wordt verward, zijn gebaseerd op de Akzidenz Grotesk uit 1896. Deze Zwitserse lettertypen spelen een belangrijke rol in het grafisch ontwerp.
De verschillende dikten en de variaties binnen de lettertypefamilie Univers worden aangegeven met nummer in plaats van namen, een systeem dat Frutiger ook toepast in zijn andere ontwerpen. Frutiger voorzag de uitgebreide lettertypefamilie van veelvoudige breedten en dikten die toch een eenduidige uitdrukking kennen.
De Univers lettertypefamilie bestaat uit 14 dikten en 14 corresponderende cursieve dikten, plus 16 varianten met Midden-Europese en cyrillische karaktersets. In 1997 bewerkte Frutiger in samenwerking met Linotype de gehele Univers familie: de Linotype Univers. Univers werd onder meer uitgebreid met meer extreme dikten zoals Ultra Light en Extended Heavy.

## Gebruik
Univers kende een grote populariteit in de jaren 60 en 70 van de 20e eeuw. Het werd het meest populaire schreefloze lettertype onder grafisch vormgevers en gebruikt door de Nederlandse Spoorwegen, Swiss International Air Lines (voorheen Swissair), de Deutsche Bank en voor bewegwijzering over de hele wereld. General Electric gebruikte het lettertype tussen 1986 en 2004. Apple gebruikte een cursieve Univers op veel van zijn toetsenborden. Univers staat bekend om zijn leesbaarheid op grote afstand.
De metro van Montreal, San Francisco, de luchthaven van Frankfurt en Disney World’s bewegwijzering maken gebruik van dit lettertype.
Uitgever Rand McNally gebruikte Univers op het grootste deel van hun kaarten en atlassen uit de jaren 1970 tot 2004. Momenteel is lettertype Frutiger aldaar in gebruik, wat duidelijk een ander ontwerp van Adrian Frutiger is.